# Banco Best
 (juillet 2023).
Banco Best (Best Bank) est une institution financière privée, fondée en 2001 et enregistrée auprès de la Banque du Portugal et de la CMVM, avec une structure d'action composée à l'origine de 75% de la participation de la Banco Espírito Santo (BES) et de 25% de Saxo Bank,. En 2015, avec la sortie de Saxo Bank, la banque est devenue entièrement détenue par Novo Banco.
Basé à Lisbonne, Best développe son activité financière dans les domaines de la banque, de la gestion d'actifs et du trading.

## Activité
Concentré sur le numérique, Best Bank offre une large gamme de produits et services quotidiens tels que les comptes, les cartes de crédit et de débit, les cartes bancaires et les assurances, ainsi qu'une variété de produits d'investissement, y compris les fonds, les ETF, les actions et les produits de retraite.
Le produit le plus populaire[réf. nécessaire] de Best Bank est le Conta Digital. Conta Digital est un compte à ordre sans frais de maintenance, avec IBAN portugais, qui comprend des virements gratuits, un MB WAY gratuit et un accès à tous les produits d'épargne de la banque, tels que les dépôts à terme[réf. souhaitée].